# Colomys
Colomys és un gènere de rosegadors de la família dels múrids. Fins a mitjans del 2020 es creia que era un gènere monotípic que només incloïa l'espècie C. goslingi. Les espècies d'aquest grup són semiaquàtiques i viuen a Àfrica. Tenen el cervell força gros per a animals d'aquest tipus. El nom genèric Colomys significa 'potes de xanques' en llatí i es refereix a les seves llargues potes posteriors, que fan servir per caminar per l'aigua mentre cacen insectes aquàtics.